# Jessica Jordan
Jessica Anne Jordan Burton (Bath, Inglaterra; 6 de mayo de 1984) es una reina de belleza, modelo y política boliviana. Fue la Miss Bolivia Universo 2006. Ocupó también el cargo de cónsul de Bolivia en Nueva York, Estados Unidos desde el 17 de abril de 2014 hasta el 20 de octubre de 2017. Su figura política se destaca por ser uno de los pocos personajes femeninos con liderazgo dentro del Movimiento al Socialismo, desde el primer gobierno de Evo Morales Ayma.
A pesar de ser modelo, Jordan inició su vida política afiliándose al partido del Movimiento al Socialismo (MAS) desde el año 2009 convirtiéndose de esa manera en una de las primeras modelos en unirse al denominado Proceso de Cambio. Debido al apoyo que tenía con los movimientos sociales, Jordan se ganó la confianza del presidente Evo Morales Ayma, quien la puso como candidata a gobernadora del Departamento del Beni en dos ocasiones seguidas; la primera en las elecciones de 2010 y la segunda en las elecciones de 2013, pero ambas sin éxito. Durante sus campañas, Jessica Jordan ha logrado convertirse en una de las primeras mujeres (y muy pocas) que han intentado llegar a altos cargos como gobernadora de uno de los Departamentos de Bolivia.
Cabe mencionar también que después de ella, a partir del año 2014 varias misses y modelos de Bolivia se fueron afiliando políticamente al Movimiento al Socialismo (MAS), ocupando pequeños y medianos cargos políticos al interior del partido, como por ejemplo: Muriel Cruz Claros (Miss Bolivia Internacional 2003), Yohana Vaca Guzmán (Miss Bolivia Mundo 2011), Paola Quiroga García (Miss Hawaiian Tropic Bolivia 2010), Susana Vaca (Miss Santa Cruz 2008), Jacqueline Mendieta (Miss Tarija 2013), Eva Humérez (Miss Pando 2013) y Gleisy Noguer (Miss Bolivia Universo 2017).

## Biografía
Es hija del británico Andy Jordan y de la boliviana Aída Burton de ascendencia irlandesa y escocesa. Desde muy niña se trasladó a vivir al municipio de Huacaraje en el Departamento del Beni (Bolivia).

## Modelaje
Trabajó durante un tiempo en Estados Unidos y en diversos países de Europa ejerciendo como modelo profesional. Regresa a Bolivia y participa en el certamen de Miss Beni 2006 en donde salió elegida como Srta. Beni 2006. 

### Miss Bolivia Universo 2006
Con ese título representó al Departamento del Beni en el principal certamen de belleza del país Miss Bolivia 2006 en donde logra ganar la corona para su departamento. Cabe aclarar que Jessica es sucesora de la cruceña Desiree Durán (Miss Bolivia 2005 y representante en el Miss Universo 2006), por lo que a Jordan le toco representar a Bolivia en el Miss Universo 2007.
Jordan ha participado en numerosos desfiles de moda tanto en Asia como en Estados Unidos y México, también participó en concursos de belleza donde consiguió diversos logros. Entre los últimos fue el concurso Miss Latina Mundo en la ciudad de Miami en 2003. Antes participó en el concurso Top Model en Düsseldorf (Alemania) donde consiguió el séptimo lugar entre diez finalistas y ganó Miss Simpatía, fue candidata al Miss Tierra 2006, donde no figuró. 
La joven boliviana obtuvo el 13 de enero de 2008 la corona del Reinado Internacional del Café, primera corona de este certamen para Bolivia en más de 30 años, país en el que su máximo logró en este certamen fue con Miss Bolivia Tierra 2003: Claudia Azaeda, que obtuvo el título de Virreina hace años atrás.
Jessica es hija de madre boliviana y padre inglés. Viaja constantemente de vacaciones a algunos países de Europa (entre ellos el país natal de su padre) y Estados Unidos en el cual ha conseguido numerosos contratos. 
Ganó también otros títulos como las bandas al "Rostro más bello", "Chica Aerosur", "Mejor Sonrisa", "Miss Fotogénica y finalmente la corona el 8 de junio en la Feria Exposición de Santa Cruz.
El 9 de marzo de 2009, Jessica ingresó a la televisión boliviana como conductora del programa nocturno "No Mentiras" de la Red PAT junto a la periodista Sisi Añez. Permaneció en el programa hasta finales de ese año.

## Participación en la política

### Elecciones subnacionales de 2010

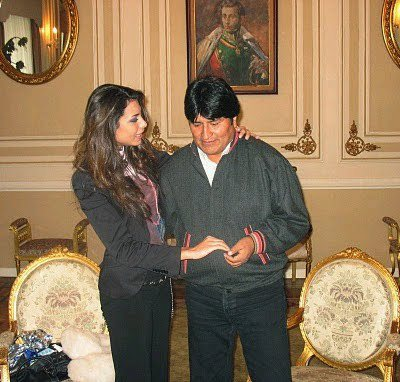
La modelo Jessica Jordan en el Palacio de Gobierno durante su primer encuentro con el presidente de Bolivia Evo Morales Ayma el 26 de abril de 2007, días antes de partir de viaje rumbo al Miss Universo 2007.

El 7 de enero de 2010, Jessica Jordan fue presentada por el presidente de Bolivia, Evo Morales, como candidata a la gobernación del departamento amazónico del Beni, por el partido político del Movimiento al Socialismo, un partido político de izquierda. Durante su presentación dijo: 

El Beni no será más canchón de nadie. He aceptado la candidatura para ganar.
Jessica Jordan.

Tras las elecciones quedó en segundo lugar por un pequeño margen de diferencia, frente a su candidato opositor Ernesto Suárez Sattori. A partir de entonces se hizo cargo de la Dirección Regional de la Agencia para el Desarrollo de las Macrorregiones Fronterizas (ADEMAF).

### Elecciones de gobernador 2013
El 29 de septiembre de 2012 fue postulada nuevamente por el partido del MAS - IPSP de Evo Morales como candidata a las Elecciones departamentales de Beni de 2013 para la gobernación.

"Los movimientos sociales del Beni decidieron apoyarme para postularme a la candidatura. El Presidente Evo Morales hizo el anuncio. El día 29 de septiembre será la proclamación con el presidente y otras autoridades. Como directora de Ademaf hicimos un gran trabajo en el departamento. Para mi persona fue un gran cambio el cambiar los tacos por la gorra. El respaldo fue muy grande a partir de las elecciones del 2010. La belleza y la política son compatibles. Algo que no puedo negar es que fui modelo, pero ahora tengo un cambio. Quiero ser Gobernadora del Beni, para cambiar la realidad de mi departamento. Los dirigentes del MAS me sugirieron, pero el Presidente dio la última decisión y me eligió. Pido apoyo al pueblo beniano, porque hemos sido abandonados por todos los gobiernos. Estoy con el MAS porque me dieron la oportunidad de trabajar por mi departamento, cosa que otros partidos no me lo dieron, además dan la oportunidad a la gente joven."
Candidata a la Gobernación del Beni Jessica Jordan, (26 de septiembre de 2012).

Tras el voto electoral del 20 de enero de 2013, Jessica pierde nuevamente en su intención de gobernar el Beni; esta vez el ganador fue su candidato opositor Carmelo Lenz superando el 50% de los votos y evitando una segunda vuelta.

## Cónsul de Bolivia en Nueva York
Después de haber perdido en las Elecciones departamentales de Beni de 2013, el 17 de abril de 2014, Jordan es nombrada por el gobierno boliviano, como nueva cónsul general de Bolivia en la ciudad de Nueva York, Estados Unidos.
Durante su posesión Jordan dijo a la prensa: 

Estuve haciendo una capacitación intensiva para asumir como cónsul general en Nueva York...hemos estado hablando con las diferentes instituciones, haciendo las capacitaciones, porque nuestros hermanos en el exterior necesitan mucha atención, ayuda y colaboración de su país.
Consúl Jessica Jordan Burton, 17 de abril de 2014.

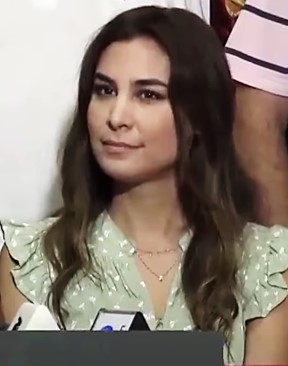
Jessica Jordan en 2025 a sus 41 años de edad, durante la conferencia de prensa para respaldar la candidatura a la Presidencia de Bolivia del senador Andrónico Rodríguez Ledezma en las elecciones generales de Bolivia de 2025.

En octubre de 2016, Jessica Jordan contrajo matrimonio en la ciudad de La Paz con el empresario constructor beniano Juan Sebastián Atilio Paz Quaino (ex marido de la magnífica y modelo Alison Roca). Un año después de su casamiento, el 20 de octubre de 2017, Jordan renuncia por motivos familiares a su cargo de cónsul de Bolivia en Estados Unidos que el presidente de Bolivia Evo Morales Ayma le otorgó. En relación con este tema, el ex canciller boliviano Fernando Huanacuni afirmó a la prensa boliviana que es normal que exista renovación de personal y confirmó que habrá similar renovación en otras de las representaciones diplomáticas de Bolivia no solo en el país estadounidense sino también en el resto del mundo.
El año 2019 se divorció de Juan Sebastián Atilio Paz Quaino, tiene una hija de 4 años de edad Valentina Paz Jordan, actualmente es Vicepresidente Ejecutiva de Entel la empresa de Telecomunicaciones más grande de Bolivia, en 2020 sufrió una serie de persecuciones políticas mediante procesos penales durante el Gobierno de Jeanine Añez que pretendían encarcelar a Jessica Jordan, un caso que ocupó titulares de la prensa nacional, la misma fue defendida por el Abogado Charles Mejia, logrando el rechazo y anulación de los cargos penales contra Jordan.

## Galería de fotos

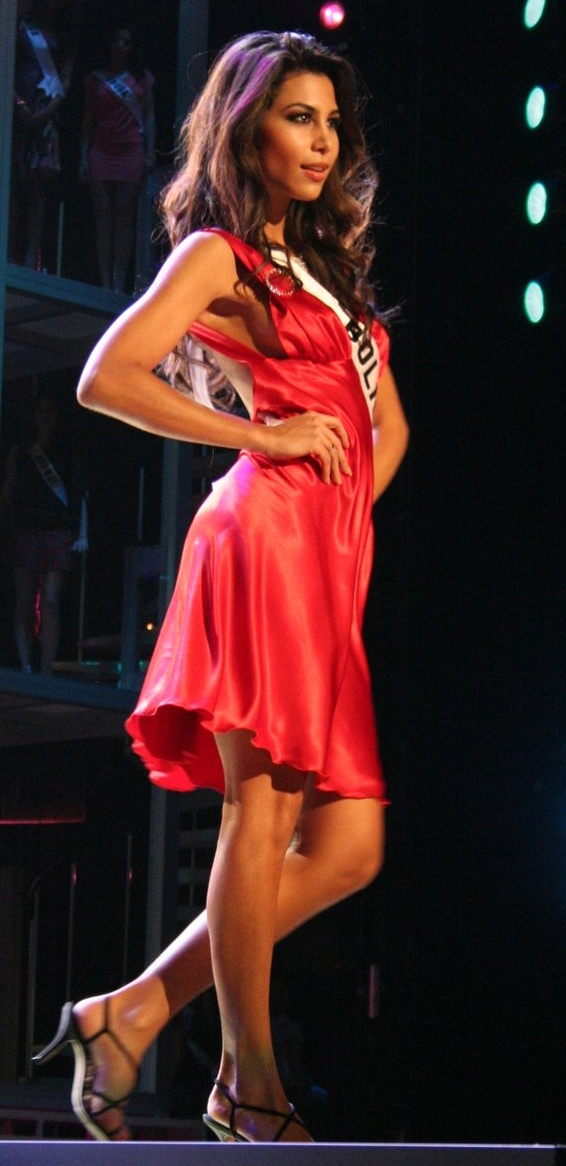
Jessica Jordan en Miss Universo 2007.
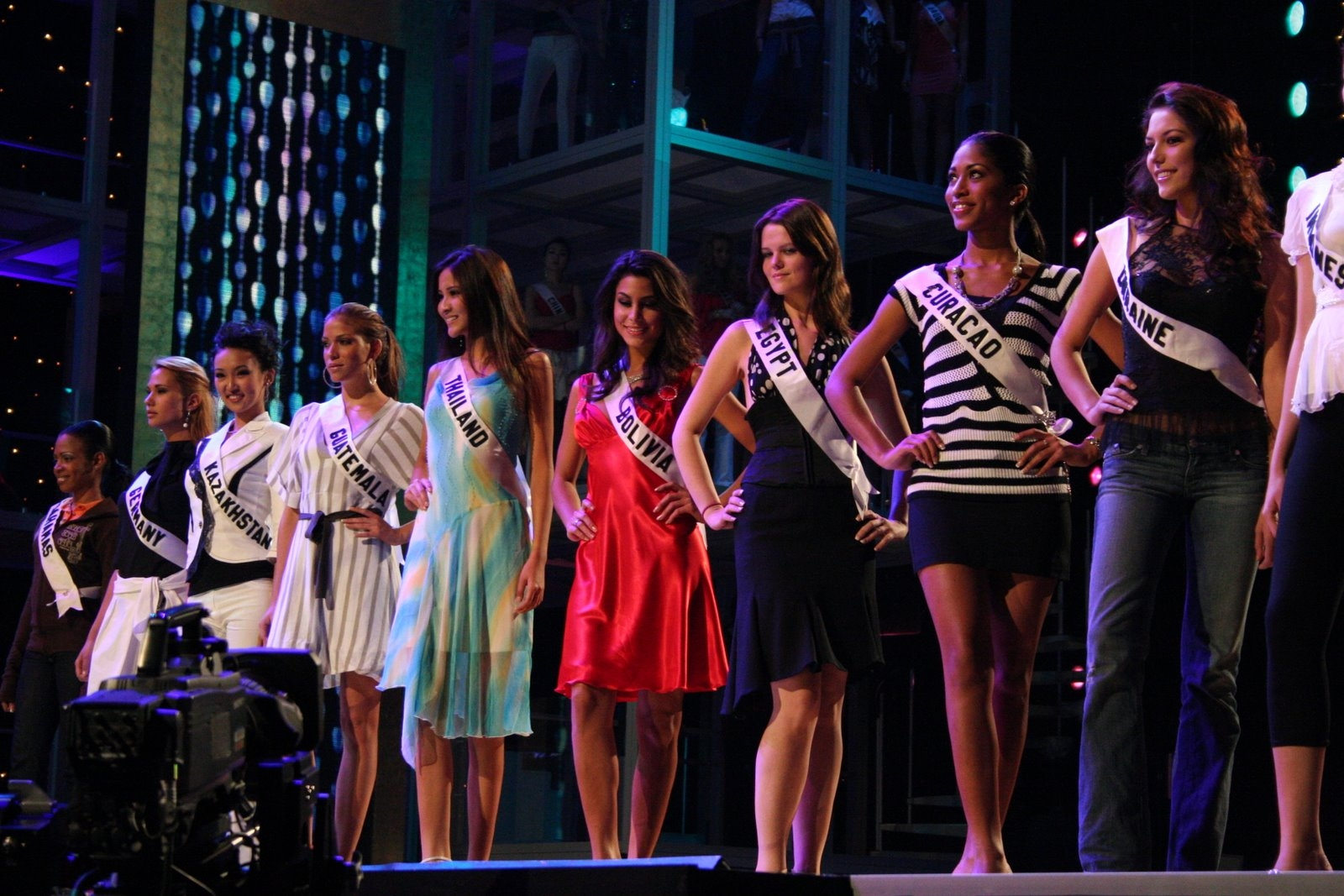
Ensayos de Miss Universo 2007.
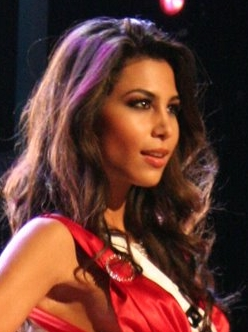
Jessica Jordan en 2007, a sus 23 años.